# Robert Hemmerlein
Robert Hemmerlein (* 3. Dezember 1959 in Bamberg) ist ein ehemaliger deutscher Profi-Fußballtorhüter.

## Karriere
Hemmerlein kam 1982 vom oberfränkischen SC Reichmannsdorf zum Zweitligisten SC Fortuna Köln. Dieter Trunk, ein guter Freund aus Reichmannsdorf, der bei Fortuna Köln spielte, hatte ihm ein Probetraining vermittelt. Nach wenigen Einheiten bekam er ein Vertragsangebot. Diese Gelegenheit nutzte er, zumal er parallel sein Studium in Köln absolvieren konnte.
Bei Fortuna war er zunächst Ersatztorwart hinter Stammtorwart Bernd Helmschrot. Sein Profidebüt gab er am 23. August 1983 gegen den MSV Duisburg (2:3). Insgesamt absolvierte er in den Spielzeiten 1983/84 und 1984/85 50 Zweitligaspiele. Dazu kamen 3 DFB-Pokalspiele.
Am 27. April 1985 musste er einen ganz besonderen Gegentreffer hinnehmen: Im Spiel gegen den SV Darmstadt 98 erzielte Wilhelm Huxhorn mit einem Abschlag aus 102 Metern ein Tor. Hemmerlein stand zunächst weit vor seinem Tor und schätzte dann die Flugbahn des Balles falsch ein, sodass der Ball über ihn ins Tor sprang.
Als Vertragsamateur beim 1. FC Köln trainierte er zusammen mit Harald Schumacher und Bodo Illgner, dabei kam er nicht zum Bundesliga-Einsatz.
Bei der SpVgg Jahn Forchheim war er von 1990 bis 1993 als Spielertrainer in der Landesliga aktiv.
Seit 2003 ist er in Forchheim als DFB-Stützpunkttrainer aktiv.

## Erfolge
- DFB-Pokal:  Platz 2 1983 mit dem SC Fortuna Köln

## Privates
Hemmerlein ist verheiratet und wohnt in Forchheim.